# 帕爾科沃耶

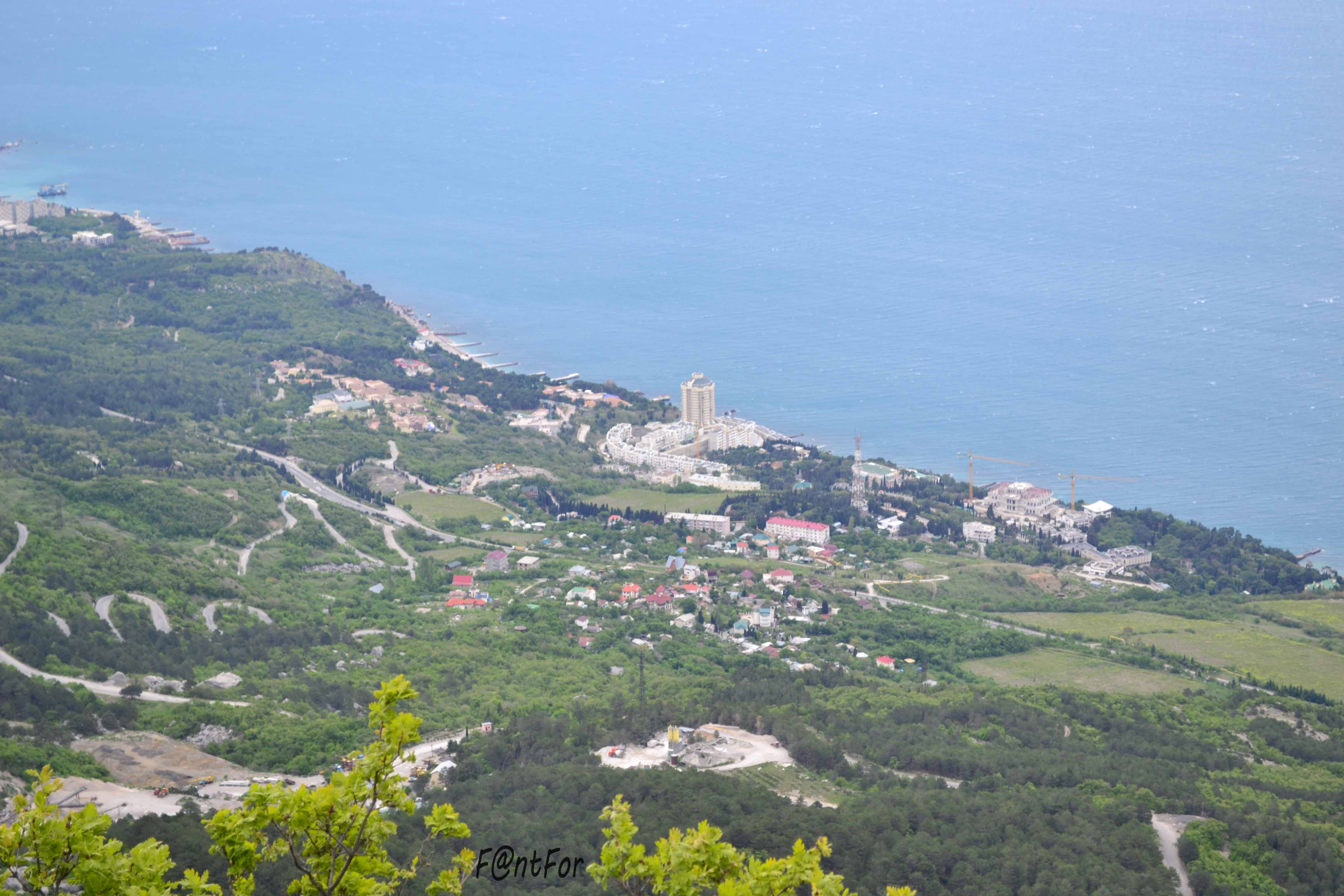
远眺

帕爾科韋（烏克蘭語：Паркове），又按俄语名译为帕尔科沃耶，法理上是乌克兰克里米亚自治共和国南部雅尔塔区的市级镇，但事实上是俄罗斯克里米亞共和國雅尔塔市议会下辖的市级镇。面積1.44平方公里，海拔高度102米，受亞地中海氣候影響，2011年人口495，人口密度每平方公里343.75人。